# Mohsen Qara'ati
Mohsen Qara'ati (persiska: محسن قرائتی), född 1945 i Kashan, är en iransk shiamuslimsk hujjat al-islam och koranexeget. Han brukar framträda i TV. Han har vidare skrivit boken Tafsir-e Nour och varit delaktig i att skriva boken Tafsir Nemouneh. Ayatolla Khamenei har berömt Mohsen Qara'ati för hans utläggning om Koranen.